# São Cristóvão (Salvador)

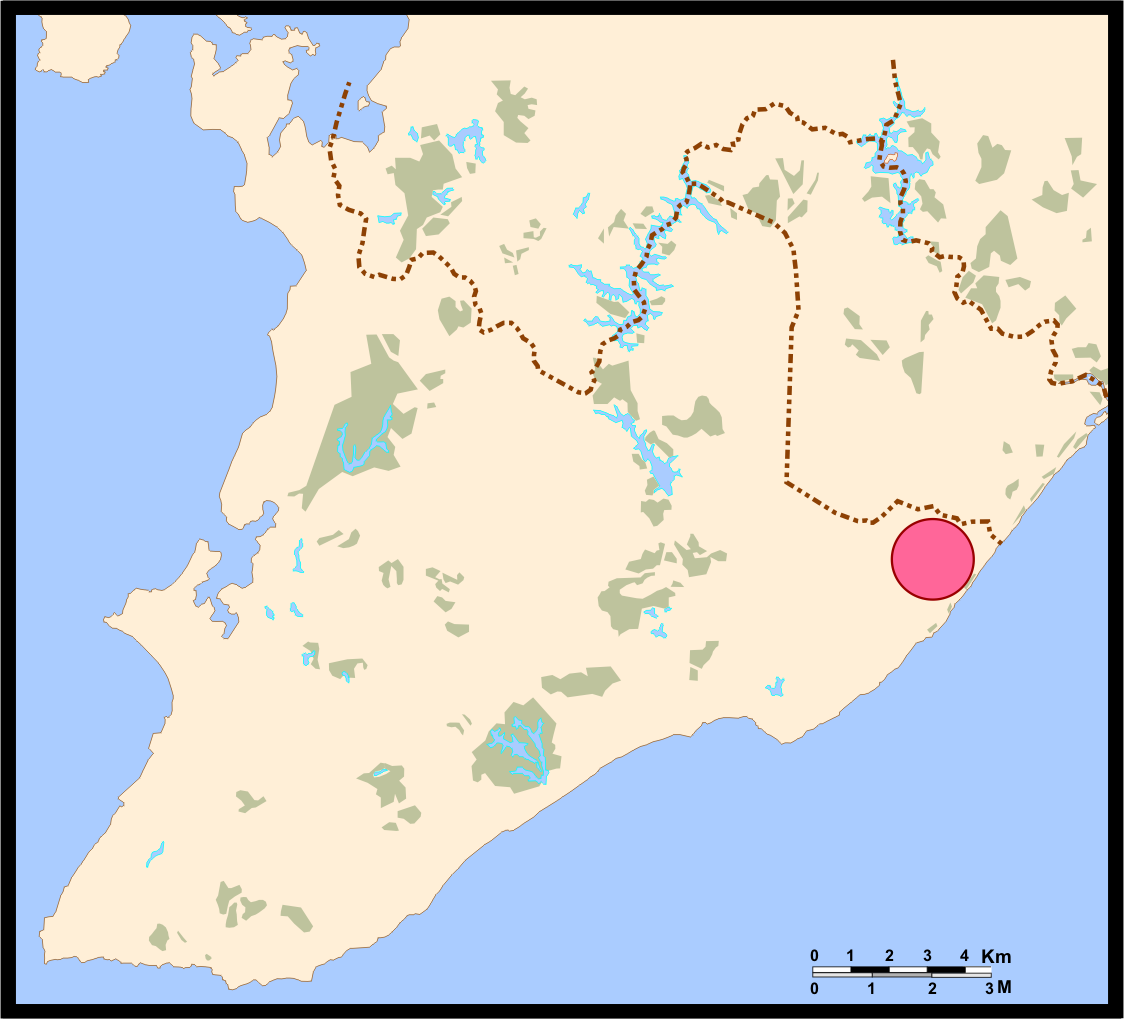
Localização de São Cristóvão

São Cristóvão é um subdistrito de Salvador.

## Localização
Faz divisa com Lauro de Freitas, sendo um dos terminais de acesso ao Litoral Norte através da BA-099.[carece de fontes?]
Tem como principais pontos de acesso à cidade de Salvador o Aeroporto Internacional Luís Eduardo Magalhães (também conhecido como Aeroporto 2 de Julho), o Sistema Viário 2 de Julho, a Estrada CIA-Aeroporto e a Avenida Aliomar Baleeiro (Estrada Velha do Aeroporto); todos eles são importantes pontos de integração entre o Acesso Norte, o Subúrbio Ferroviário e o Centro da cidade e os demais municípios da Bahia.[carece de fontes?]

## Demografia

### População
Segundo o Censo do Instituto Brasileiro de Geografia e Estatística (IBGE) de 2010 São Cristóvão é o sexto bairro com a maior população de negros em Salvador, com 84,42% (45 505 habitantes). Sua população total em 2010 somando todas as etnias era de 53 906 residentes.

### Segurança
Devido ao problema com supostas lideranças rivais de tráfico de drogas, em 1998 foi construído no bairro o "Muro da Vergonha", de dois metros e meio de altura feito em placas de concreto e ferro. O muro divide duas favelas da Avenida Caribé, que liga a Avenida Paralela ao Aeroporto. Este muro dificultou o acesso de crianças à escola.
Foi listado como um dos bairros mais perigosos de Salvador, segundo dados do Instituto Brasileiro de Geografia e Estatística (IBGE) e da Secretaria de Segurança Pública (SSP) divulgados no mapa da violência de bairro em bairro pelo jornal Correio em 2012. Ficou entre os mais violentos em consequência da taxa de homicídios para cada cem mil habitantes por ano (com referência da ONU) ter alcançado o nível mais negativo, com o indicativo "mais que 90", sendo um dos piores bairros na lista.
Entre 2011 e 2016 ficou consecutivamente entre os três bairros (dos vinte) mais perigosos de Salvador, devido ao número elevado de assassinatos. Em maio de 2018 ficou entre os bairros com maior índice de roubo de carros em Salvador.